# Manuczar Cchadaia
Manuczar Cchadaia (gruz. მანუჩარ ცხადაია; ur. 19 marca 1985 roku w Chobi) – gruziński zapaśnik startujący przeważnie w kategorii do 66 kg w stylu klasycznym.
Do jego największych sukcesów należy brązowy medal na turnieju olimpijskim w Londynie 2012 (kategoria 66 kg), dwa srebrne medale Mistrzostw Świata (2009, 2011) oraz srebrny i brązowy medal mistrzostw Europy (2009, 2012). Dziesiąty w Pucharze Świata w 2010 roku.